# Festival Off d'Avignon
Ne doit pas être confondu avec Festival d'Avignon.
Le Festival Off Avignon, Festival Off d'Avignon ou « Off » est un festival alternatif de théâtre et de spectacle vivant. Il a été créé en 1966 en signe de protestation contre le Festival d'Avignon, dit In. C'est aujourd'hui l'un des plus grands festivals au monde de compagnies indépendantes, voire Le plus grand théâtre du monde comme le proclame l'affiche du Off (1 330 000 entrées en 2013). C'est également un grand marché du théâtre où les programmateurs de tous pays viennent faire leur sélection.
Chaque année, il se tient en juillet, approximativement aux mêmes dates que le Festival d'Avignon.
Créé de façon anarchique en 1966, le festival est coordonné depuis 2006 par l'association Avignon Festival & Compagnies (AF&C) créée à l'initiative de compagnies et théâtres.

## Origine et histoire du festival Off Avignon

### Les origines
Le Festival d'Avignon, créé par Jean Vilar, existe depuis 1947. Durant le festival de 1966, André Benedetto ouvre le théâtre des Carmes pour la représentation de sa pièce intitulée Statues. À l'époque, cette action représente un véritable défi face à l'institution théâtrale. Au point que, Jean Vilar riposte à cette rébellion en décidant d'investir, l'année suivante, le cloître des Carmes, voisin du théâtre des Carmes d'André Benedetto. La première pierre de ce qui deviendra « le Off » était posée.
En 1967, André Benedetto récidive avec sa pièce Napalm, qui fut la première pièce jouée en France concernant la guerre du Viêt Nam, et il fut, cette fois, rejoint par d'autres compagnies. Le Festival Off Avignon était né.
Le Festival d'Avignon de l'été 1968 sera marqué par l'interdiction de la représentation de la pièce de Gérard Gelas La Paillasse aux seins nus en marge du festival officiel. À la suite de mouvements contestataires, le Living Theatre (invité officiel du festival) et Gérard Gelas (non invité) se liguent contre le directeur du festival (Jean Vilar). Les comédiens du théâtre du Chêne noir de Gérard Gelas, toutefois sans l'aval de ce dernier, perturbent la représentation de Maurice Béjart du 19 juillet 1968, en montant sur la scène de la cour d'honneur.
Ce moment de Mai 68 sera le deuxième temps fondateur du Off et marquera sa contestation (tout autant que son imbrication) face au festival officiel qui sera bientôt appelé « In » afin de le distinguer du « Off ». Le qualificatif « Off » provenant lui-même de l'appellation Off-Broadway en opposition (ou simple différence) au Broadway Theatre de New York.

### Après 68 et jusqu'en 2003
Année après année, le festival Off Avignon poursuit son expansion exponentielle, pour passer d'une quarantaine de spectacles au début des années 1970, à un millier au début des années 2000, et plus de 1300 en 2015 qui est le 50e festival Off Avignon.

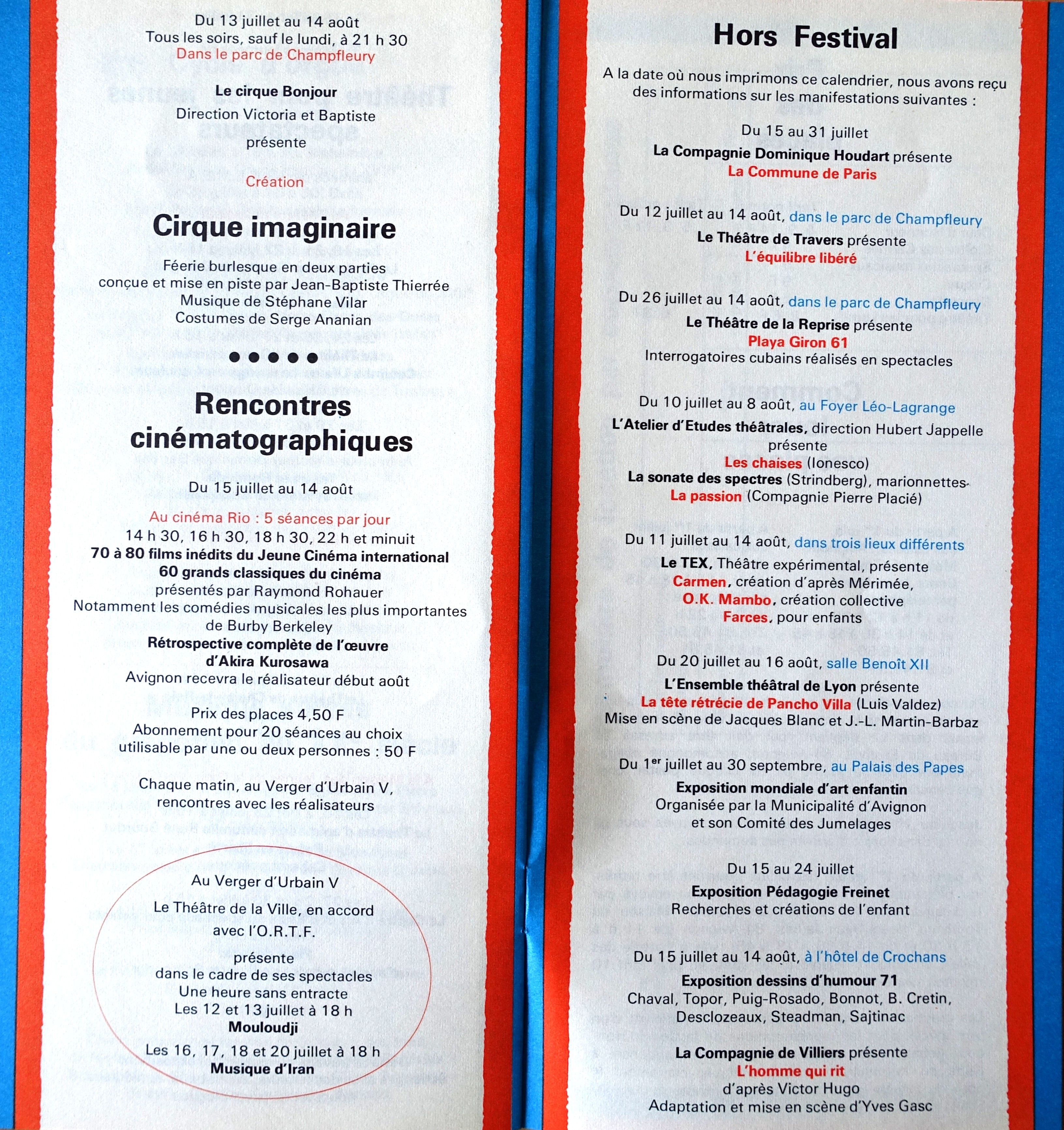
Extrait du programme officiel du Festival d'Avignon de 1971. Le programme intègre pour la première fois la programmation « Hors Festival ».

C'est en 1982 qu'Alain Léonard, lui-même acteur, met en place un programme répertoriant tous les spectacles du Off. C'est cette même année qu'il crée la carte de l'association « Avignon Public Off », qui est proposée à la vente aux spectateurs afin de bénéficier de tarifs réduits : -30% sur le prix d'entrée des spectacles. (trente ans plus tard, durant le festival off de 2013, le nombre de cartes Off vendues s'élève à 52390.) Le coût de la carte est amorti dès le 3e spectacle.
En 2003, lors du conflit des intermittents du spectacle et de leurs revendications concernant leur régime spécifique d'assurance-chômage remis en question par le gouvernement de l'époque, Avignon subit le traumatisme de l'annulation de son festival (décidé par son directeur d'alors Bernard Faivre d'Arcier). Le Off était alors, pour la première fois de son histoire, livré à lui-même. Se posait pour les troupes du off la question du maintien de leur participation. Une très grande majorité ont assuré la totalité de leurs représentations, les réservations de salles étant déjà faites. Un festival de théâtre a donc bien eu lieu cette année-là à Avignon. Le Festival d'Avignon (dit « In ») n'a pas pu se tenir, le festival Off Avignon (dit « Off ») a joué, dans une ambiance mortifère, bien loin de la grande fête du théâtre qu'Avignon rejoue chaque été depuis 70 ans.
Olivier Py, directeur du Festival d'Avignon de 2014 à 2022, a été acteur et metteur en scène presque aussi souvent dans le In que dans le Off.

### De 2004 à nos jours
(avril 2020).
L'année 2004 qui suivit l'annulation du festival In, fut le théâtre d'une crise sans précédent dans le festival Off Avignon. En effet, alors qu'Alain Léonard est taxé d'immobilisme, à l'initiative de Greg Germain, une nouvelle association dissidente (ALFA)voit le jour en regroupant une trentaine de lieux du Off qui, avec des revendications mal cernées par les festivaliers et la majorité des acteurs du Off, crée la confusion la plus totale, en éditant un programme bis du festival Off.
Cette confusion et ce double programme perdurent jusqu'en 2006, avec la création de l'association Avignon Festival et Compagnies (AF&C), qui regroupe l'association ALFA, les Scènes d’Avignon et plusieurs autres associations. André Benedetto en est nommé président, tandis que Danielle Vantaggioli, du Chien qui fume, en devient la trésorière, et que Greg Germain, vice-président y est très actif. Ce dernier reprendra quelques années la présidence de l'association après le décès d'André Benedetto festival 2009. Mais finalement, AF&C fédère 79 des 113 lieux de représentation. Après la fin de la saison, l'association d'origine, Avignon Public Off, devenue entretemps Avignon Festival Off, est dissoute. Ce changement d'association animatrice s'accompagne d'un changement de philosophie, Greg Germain justifiant l'idée de la participation financière des compagnies au nom du modèle économique libéral, et imposant la prééminence de la loi de marché.
C'est en 2008 que fut instituée la Grande Parade du Off, à l'initiative de l'association Avignon Festival et Compagnies. Celle-ci consiste, la veille de l'ouverture du festival Off Avignon, pour tous les acteurs des troupes en présence dans le Off, à défiler en tenue de scène dans une ambiance hautement festive, circassienne, ou incongrue. Cette grande parade parcourt les rues d'Avignon et notamment la rue de la République, en passant par la place de l'Horloge pour s'achever en joyeux chahut devant le Palais des Papes. La grande parade fut remplacée en 2014 par une marche silencieuse en soutien aux difficultés des intermittents du spectacle. Une seconde parade, à caractère écologique, se déroula en 2015 à mi festival afin de sensibiliser les festivaliers et les passants aux enjeux climatiques.

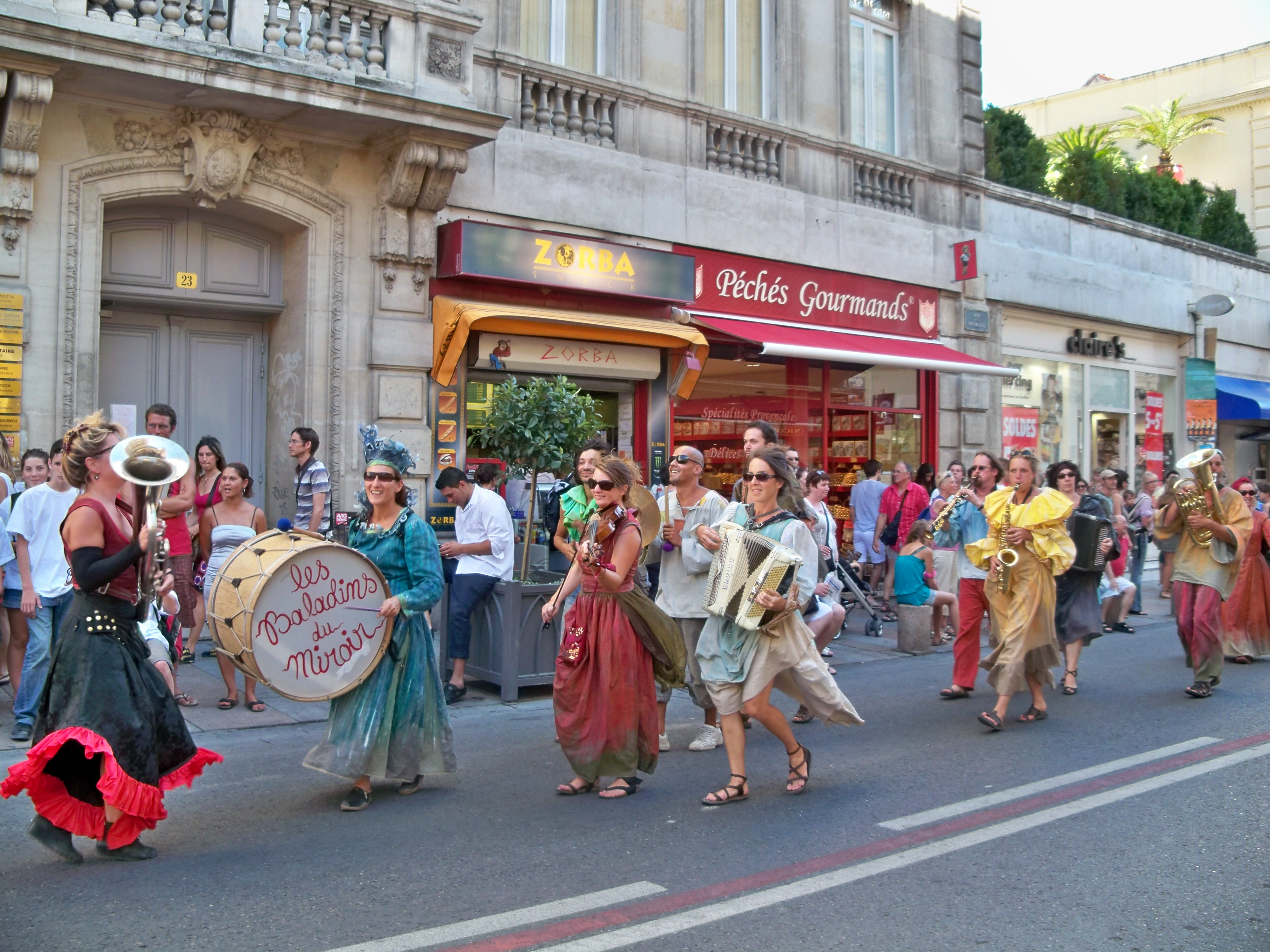
La grande parade du Off (2010).

Depuis 2010, existe le Village du Off (initialement à l'école Thiers, il est aujourd'hui localisé dans l'école Bouquerie). Ce n'est pas seulement un lieu d'accueil et de vente de cartes Off mais aussi un lieu de rencontres et de débats entre public, professionnels et artistes. Pendant le festival, plus de 300 événements y sont organisés : concerts, conférence, ateliers, permanences de partenaires.... C'est également un lieu qui accueille des espaces de détente, un bar et un service restauration. Aussi, chaque dernier soir de festival se tient le bal de clôture, ouvert à tous les porteurs de la carte du Off.
Courant 2015, Greg Germain annonce qu'il ne renouvellera pas sa candidature à la présidence de l'Association Avignon Festival et Compagnies. C'est Raymond Yana (Directeur de l'Espace Alya) qui lui succède à compter du 13 janvier 2016.
En 2016, pour la première fois depuis l'origine du festival, un directeur du In (Olivier Py) assiste à la conférence de presse du festival Off Avignon.
Le festival Off 2016 a lieu du 7 au 30 juillet et présente 1416 spectacles.
En novembre 2016, contre toute attente, Pierre Beffeyte succède à Raymond Yana à la tête de l'association « Avignon Festival et Compagnies ».
Sa présidence sera marquée par une volonté de soutenir les artistes et les compagnies. Il défendra la moralisation et la régulation du festival Off d'Avignon, et luttera contre la précarisation des artistes et le non respect du droit du travail. Il sera à l'origine de la création d'un fonds de soutien à la professionnalisation, de la création de la fondation Avignon Festival et Compagnies, de la mise en place d'une charte écoresponsable, de la mise en place d'une billetterie centralisée. Il développera également de nombreux partenariats publics et privés pour mieux structurer le festival Off Avignon.
En 2019, le festival Off Avignon sera soutenu pour la première fois par l'État, reconnaissant ainsi le travail réalisé. En 2019, Pierre Beffeyte fera voter par le conseil d'administration un plan quinquennal pour amener à la transformation du festival Off Avignon en éco-festival,
Le festival Off 2017 se déroule du 7 au 30 juillet et affiche 1480 spectacles répartis dans 128 lieux dont 119 théâtres. L'édition 2017 enregistre une hausse de 10% (concernant l'achat des cartes Off) et un doublement du jeune public 12-25 ans.
Le festival Off 2018 se déroule du 6 au 29 juillet avec 1538 spectacles à l’affiche dans 133 lieux.
L'espace central du Village du Off est constitué d'une Agora où se produisent trois fois par jour des conférences ouvertes au public .
Le village du off, qui occupe l'école Thiers, s'agrandit et prend possession de l'établissement voisin (le collège Viala) dont la cour est réservée aux rencontres entre professionnels.
Le festival off 2019 se déroule du 5 au 28 juillet 2019 et affiche 1592 spectacles.
Le 11 février 2020, l'association « Avignon Festival et compagnies » décide d'interdire l'affichage sauvage et tend à devenir un festival écoresponsable.
Le festival off 2020 programmé du 3 au 26 juillet ne pourra pas se maintenir dans sa forme originelle, à la suite de l'annulation du festival « In » pour cause de risque lié au COVID-19; Pierre Beffeyte, président de l'association Avignon Festival et Compagnies l'a déclaré. Mais le propre du festival Off étant d’être libre de toute direction, personne ne peut décider de son annulation ou de son maintien. Certains théâtres, comme le Théâtre des Doms, La Condition des Soies, La Tache d'encre, L'Artéphile, le Théâtre Golovine, Le Verbe Fou, Le Verbe Incarné, Le Pixel, La Cour des Platanes…, ont pris la liberté d'ouvrir et de présenter des spectacles du 3 au 26 juillet. Les cinq scènes permanentes d'Avignon, quant à elles, organisent des lectures dans le cloitre du Palais des Papes du 16 au 23 juillet avec Pierre Notte, Serge Valletti, Rufus, Philippe Caubère, Matei Vișniec, Elodie Menant, etc.
Les scènes permanentes d'Avignon présenteront quelques spectacles lors de la « semaine d'art » du 23 au 31 octobre 2020, sorte de mini festival d'Avignon.
En janvier 2021, c'est Sébastien Benedetto, fils d'André Benedetto, qui prend les rênes de l'association AF&C qui encadre le Off, qui se déroule du 7 au 31 juillet avec 1123 spectacles,.
En Avril 2022, Harold David et Laurent Domingos deviennent présidents d’Avignon Festival & Compagnies. Le festival Off 2022 se tient du 7 au 30 juillet, affiche 1570 spectacles quotidiens et annonce un bilan d'un million cinq cent mille entrées. Le Village du festival Off déménage au 6, rue Pourquery de Boisserin à Avignon.
Le festival Off Avignon 2023 se tient du 7 au 29 juillet et présente 1 491 spectacles, dont 466 créations, proposés par 1 270 compagnies françaises et 125 étrangères, dans 250 salles (141 lieux), ce qui représente 33 000 levers de rideaux. Cette 57e édition bas le record de fréquentation avec 1 955 000 billets vendus, soit 26 920 350 euros, et obtient donc en moyenne, un taux de remplissage des salles à 61 %, contre 51% en 2019.
Le Festival Off 2024 s'est tenu du 3 au 21 juillet. Du fait de l'organisation des Jeux olympiques en France, il a été amputé de quatre jours. De nombreux théâtres ont néanmoins commencé leur programmation aux mêmes date que le Festival d'Avignon (à partir du 29 juin).
L'édition du festival off 2025 se tient pour la 1re fois aux mêmes dates que le In, soit du 5 au 26 juillet 2025.

## Différences entre le «In» et le «Off»
C'est après coup que le festival officiel a été appelé « In », en opposition au « Off », le Festival d'Avignon n'ayant jamais revendiqué cette étiquette.

### Programmation

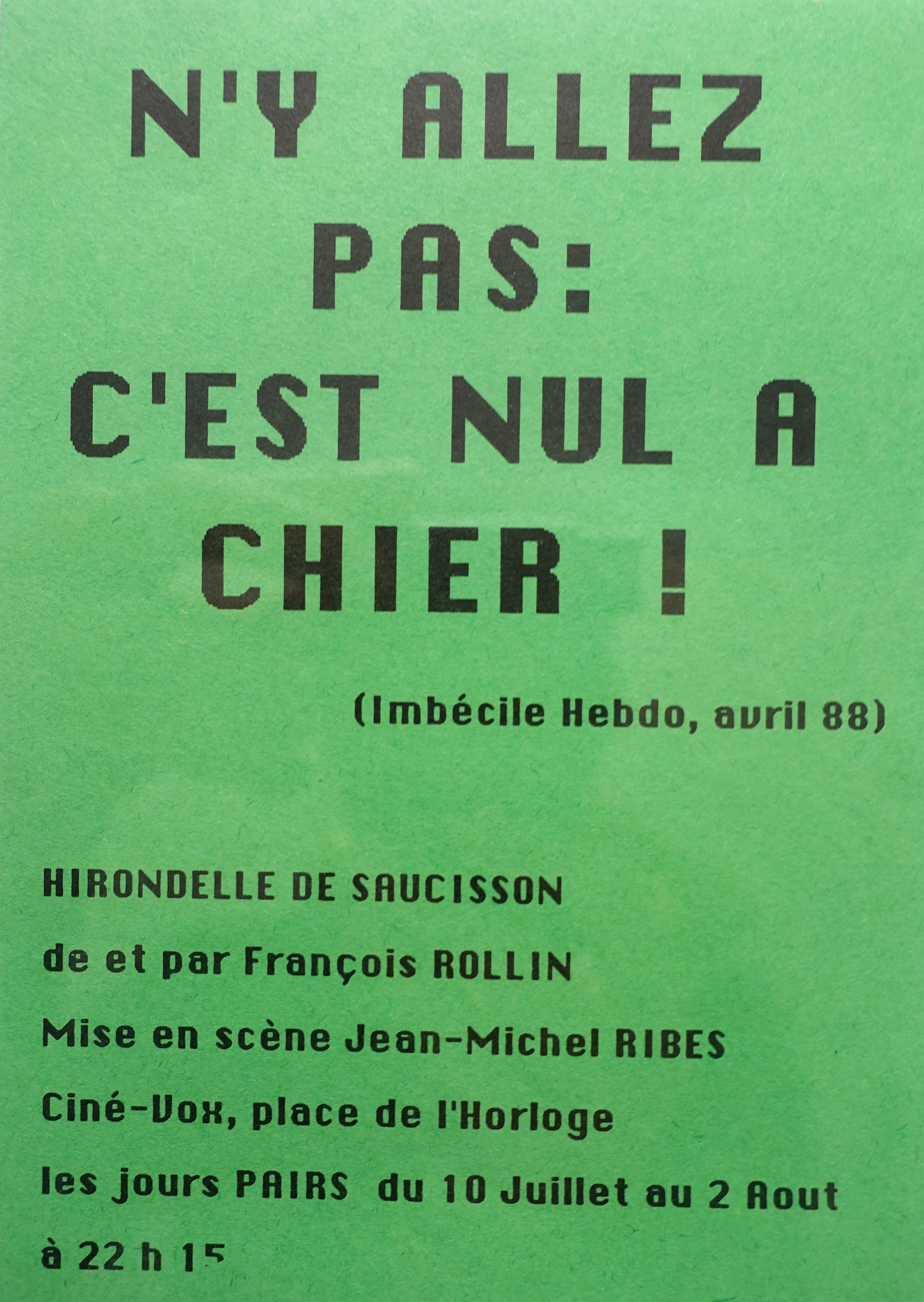
Tract du spectacle Hirondelle de Saucisson, de et par François Rollin, mise en scène de Jean-Michel Ribes, présenté en 1988 au Ciné-Vox.

La programmation du In est du seul ressort du directeur du festival, actuellement Tiago Rodrigues. Les troupes du festival In sont invitées et payées et jouent très souvent à guichet fermé (les places étant quasiment toutes réservées dès les quelques heures qui suivent l'ouverture de la location).
Les compagnies qui jouent dans le festival Off Avignon, dans le cas le plus courant, payent et louent des créneaux horaires dans les théâtres ouverts par tout un chacun à partir du moment que les règles de sécurité sont respectés (salle qui va du garage ou de la remise réadaptée au véritable théâtre en passant par un salon d'appartement, un restaurant, une cour d'école, un chapiteau, un cinéma, un jardin, une chapelle etc.) En tout : plus d'une centaine de lieux dont 90% sont fermés le reste de l'année. Les compagnies participent et investissent beaucoup d'argent dans le Off, dans l'espoir de voir acheter leur spectacles par les programmateurs et directeurs de salles venus de la France entière et même depuis peu de plus en plus de l'étranger. Toutefois, et vu le nombre toujours grandissant de spectacles présentés chaque année, les comédiens jouent parfois devant des salles peu garnies (certains, mais loin d'être la majorité, en revanche font salle pleine et il faut souvent réserver plusieurs jours à l'avance). Des théâtres renommés pour la qualité de leur programmation effectuent une sélection afin de proposer autant au public qu'aux programmateurs des spectacles de qualité ; c'est le cas des salles permanentes d'Avignon comme : Le Chien qui Fume, le théâtre du Chêne noir, le théâtre des Halles, le théâtre du Balcon, le théâtre des Carmes, CDC Les Hivernales (et qui se sont regroupées depuis 2004 pour constituer « Les Scènes d'Avignon ») ou des salles semi permanentes : La Luna, le théâtre Roquille, le théâtre des Béliers, La Tache d'encre, Le Bourg-Neuf… La plupart des autres salles accueillent tous spectacles ou se côtoient le meilleur comme le pire. Certains lieux se consacrant à un style particulier, c'est le cas notamment du théâtre « Le Paris » qui a fait du spectacle comique sa spécialité.

### Promotion

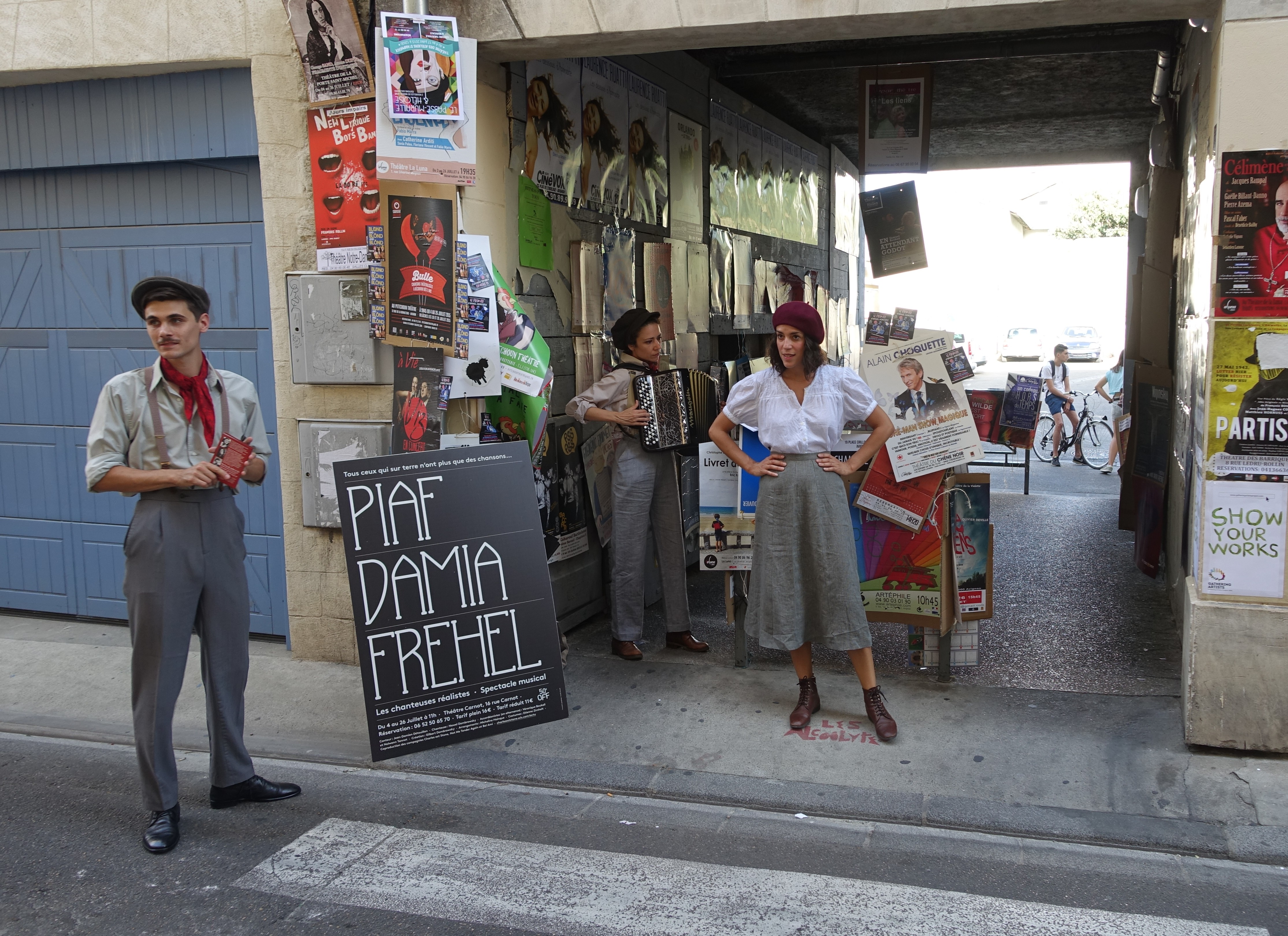
Une compagnie du Off faisant la promotion de leur spectacle dans les rues d'Avignon en juillet 2015.

Les compagnies du Festival d'Avignon n'ont pas à se préoccuper de faire connaître leur spectacle, car ils sont largement diffusés notamment dans le programme officiel (envoyé à tous les festivaliers) et dans les médias locaux, nationaux et internationaux.
Du côté du festival Off Avignon, chaque troupe doit payer pour s'inscrire dans le programme du Off, coordonné par l'association Avignon Festival & Compagnies. Pour faire connaitre leur spectacle, la majorité d'entre elles usent notamment d'affiches (dont la ville est tapissée en juillet) et de tracts distribués de la main à la main lors de parades de rue. Le bouche à oreille dans le Off a longtemps été le meilleur vecteur de succès ; toutefois, avec l'accroissement du nombre de spectacles pour un public jugé stable, la participation au festival peut s'avérer très coûteuse et ne jamais être rentabilisée.
Certaines troupes ou comédiens jouent parfois dans le Off, puis dans le In, et réciproquement comme ce fut le cas pour Olivier Py, Daniel Mesguich, Philippe Caubère et beaucoup d'autres.
Certains spectateurs ne vont que dans le Off, considérant le In comme soit trop institutionnel, soit trop cher, soit trop difficile d'accès ou les trois à la fois. Et, de plus, trop intellectuel, trop expérimental et également trop difficile pour parvenir à réserver des places. D'autres ne vont que dans le In pensant trouver une assurance de qualité que le Off n'aurait pas, pour assister à des spectacles de metteurs en scène du moment, ceux dont on parle… 
Aujourd'hui, la barrière entre In et Off est très poreuse et nombreux sont ceux qui assistent aux deux festivals avec, néanmoins, une certaine préférence pour l'un ou l'autre.

## Statistiques
| Édition | Année | Dates           | Spectacles | Représentations | Lieux | Remplissage | Festivaliers |
| ------- | ----- | --------------- | ---------- | --------------- | ----- | ----------- | ------------ |
| 50e     | 2016  | 7 au 30 juillet | 1 416      |                 |       |             |              |
| 51e     | 2017  | 7 au 30 juillet | 1 480      |                 | 128   |             |              |
| 52e     | 2018  | 6 au 29 juillet | 1 538      |                 | 133   |             |              |
| 53e     | 2019  | 5 au 28 juillet | 1 592      |                 |       | 51 %        | 1 700 000    |
| 54e     | 2020  | 3 au 26 juillet |            |                 |       |             |              |
| 55e     | 2021  | 7 au 31 juillet | 1 123      |                 |       |             |              |
| 56e     | 2022  | 7 au 30 juillet | 1 570      |                 |       |             | 1 500 000    |
| 57e,    | 2023  | 7 au 29 juillet | 1 491      | 33 000          | 141   | 61 %        | 1 955 000    |
| 58e     | 2024  | 3 au 21 juillet | 1 666      | 24 664          | 141   |             | 1 500 000    |
| 59e     | 2025  | 5 au 26 juillet | 1 724      | 27 400          | 141   | 50 % à 60 % | 1 600 000    |